# Gabriel Pidoux
Gabriel Pidoux es un oboísta francés, ganador del premio revelación solista instrumental en las Victoires de la musique classique en 2020.

## Biografía
Hijo del violonchelista Raphaël Pidoux  y nieto del violonchelista Roland Pidoux, Gabriel Pidoux inició su andadura musical eligiendo tocar el violín. Después de unas prácticas, decidió volver a formarse y empezó a tocar el oboe con Hélène Devilleneuve. Continuó su carrera en el Conservatorio de París, donde tomó clases con Jacques Tys y David Walter.
Además de participar en concursos, Gabriel Pidoux estudia oboe barroco y clásico con Antoine Torunczyk.
Ha cofundado el conjunto Sarbacanes, especializado en música del siglo XVIII con instrumentos de época.
Tras su participación en el Concurso Internacional de Praga, tomó cursos de perfeccionamiento con François Leleux.
En junio de 2020, el oboísta se unió a la fundación Banque Populaire, con el objetivo de introducir su instrumento al mayor número de personas posible. Para ello, produjo un vídeo con France Musique: ¿Cómo funciona el oboe?».

## Concursos y premios
Durante sus estudios, Gabriel Pidoux participó en varios concursos internacionales. : IDRS, BeTheOne, Competición de oboe Michel Spisak.
En 2019 ganó el segundo premio en el Concurso Internacional de Praga.
En 2021 participó en la 75 edición del Concurso de Ginebra.

## Conciertos y actuaciones
Con el conjunto Sarbacanes, Gabriel Pidoux es seleccionado por el programa EEEMERGING+  y actúa por toda Europa en festivales de música clásica.

## Discografía (selección)
Gabriel Pidoux se presenta en las Victorias de la Música Clásica 2020:
- Primera Romanza, Schumann
- Sinfonía de la Cantata BWV 156, Bach

En febrero de 2022, Gabriel Pidoux lanzó su primer disco Romance con Jorge González Buajasan. Encontramos grabaciones de los Romances de Clara y Robert Schumann, Trois piéces dans le style romantique de Léopold Wallner, Poème de Marina Dranishnikova y Salut d'Amour de Edward Elgar.